# Любой и каждый
«Любой и каждый» (англ. Anyone and Everyone) — документальный фильм американского режиссёра и поэта  Сюзан Полис Шутс (Susan Polis Schutz (англ.), рассказывающий о проблемах ЛГБТ-персон в различных национальных и религиозных аспектах. Российская премьера киноленты состоялась в рамках международного ЛГБТ-Кинофестиваля «Бок о Бок», где она победила в номинации «Лучший документальный фильм».

## Сюжет
Родители различного происхождения и вероисповеданий рассказывают в этом фильме личные истории о том как их дети раскрыли перед ними свою нетрадиционную сексуальную ориентацию, они обсуждают свои переживания и делятся мудростью семейной любви и принятия.
Родители также говорят о страданиях и боли своих сыновей и дочерей, когда их не принимают родственники или друзья, а также об отвержении со стороны общества и религиозных приходов.
В фильме приводится следующая статистика:

- В США 26% ЛГБТ-подростков, рассказавших своим родителям о своей гомосексуальности, изгоняются из дома.
- Из 1,6 миллионов бездомных американских подростков, 20-40% идентифицируют себя как ЛГБТ.
- Около 40% ЛГБТ-старшеклассников совершают попытку самоубийства, в сравнении с 10% их гетеросексуальных сверстников.